# ميدريج
ميدريج (بالإنجليزية: Middridge) هي قرية في مقاطعة دورهام، انكلترا. وهي تقع شرق شيلدون وشمال غرب من نيوتن أيكليف. والقرية ليست بعيدة عن المحجر التي كان يستعمل من الناس منذ عدة أجيال. هناك حانة واحدة في القرية تدعى باي هورس.